# Сугутка (приток Чебоксарки)
Сугу́тка (чув. Сӑкӑт) — главный приток реки Чебоксарка, протекающий по территории Чебоксар.

## Физико-географическая характеристика
Начало берёт в лесном массиве около деревни Большие Карачуры Чебоксарского района, течёт практически на север по краю Чапаевского посёлка, затем вдоль оврага между микрорайонами города: Юго-западным и «Богданкой». В районе улицы 2-я Коммунальная Слобода, с северной стороны Спасо-Преображенского монастыря, сливается с Чебоксаркой, которая впадает в Чебоксарский залив. По другим данным — рядом с Чебоксаркой впадает в Чебоксарский залив Чебоксарского водохранилища.
Над речкой возведён автомобильный Сугутский мост.

## Название
Своё название получила от поселения, которое находилось на месте улицы Набережная в микрорайоне Сугутка.